# Timmia bipapillata
Timmia bipapillata är en rundmaskart som först beskrevs av Benjamin G. Chitwood 1951.  Timmia bipapillata ingår i släktet Timmia och familjen Chromadoridae. Inga underarter finns listade i Catalogue of Life.